# Les Commensaux
Les Commensaux est une nouvelle d’Anton Tchekhov, parue en 1886.

## Historique
Les Commensaux est initialement publiée dans la revue russe Le Journal de Pétersbourg, numéro 246, du 8 septembre 1886. Le texte est signé A.Tchékhonté. Aussi traduit en français sous le titre Les Pensionnaires

## Résumé
Michel Zorrov, soixante-dix ans, est réveillé par le froid. Il doit être cinq heures du matin. Il se lève, fait ses prières, allume son samovar, mais il n’a plus de thé. Il se lamente : lui, petit-bourgeois, propriétaire d’immeuble, vivre dans une telle misère.
Dehors, son chien et son cheval sont également dans un état misérable, presque pas nourris, régulièrement battus. Zorrov n’arrive pas à s’en débarrasser : il leur ouvre la porte, mais les bêtes restent là.
Zorrov se décide finalement à aller prendre le thé chez Marc Ivanytch, son voisin, qui lui conseille d’amener le cheval chez l’équarrisseur : « Tu vis de charité et tu entretiens des bêtes. » Zorrov se rend ensuite chez une petite nièce qu’il connaît à peine : il lui donnera sa maison et elle le nourrira. Il part le jour même. Il n’a pas fait une verste qu’il entend son cheval et son chien derrière lui. Il ne peut pas aller chez une parente avec ses animaux ! Il conduit le cheval chez l'équarrisseur : un coup de maillet, c’est fini.

## Édition française
- Les Commensaux, traduit par Madeleine Durand et Édouard Parayre, révision de Lily Dennis, Bibliothèque de la Pléiade, éditions Gallimard, 1967  (ISBN 978 2 07 0105 49 6).